# 維普日河

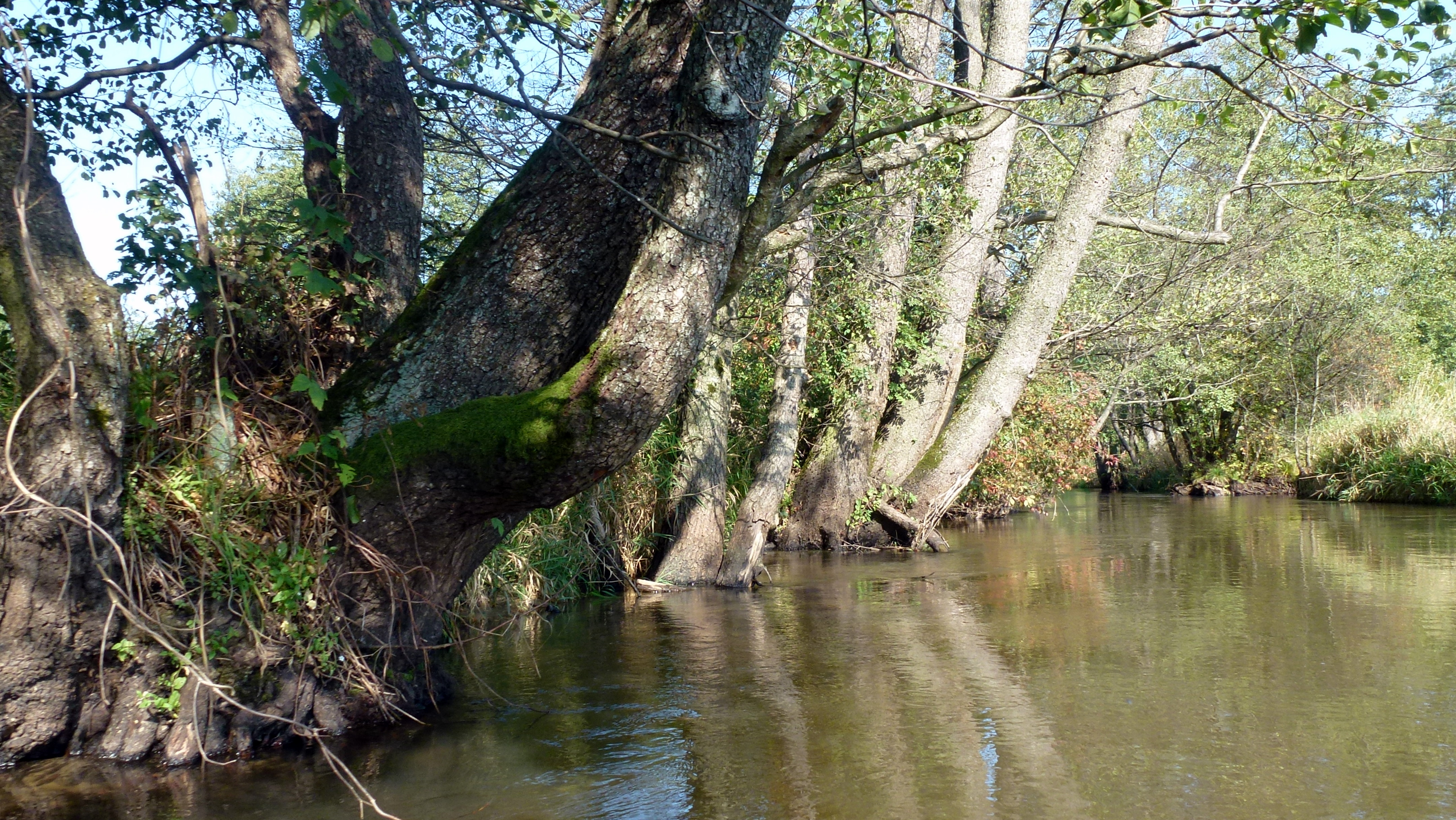

維普日河是波蘭的河流，位於該國中東部，屬於維斯瓦河的支流，河道全長303公里，流域面積10,415平方公里，發源自文奇納附近，河畔城鎮有克拉斯諾布魯德、茲維日涅茨、什切布熱申、盧巴爾圖夫和登布林。
51°32′49″N 21°50′4″E / 51.54694°N 21.83444°E